# UC-63号潜艇
陛下之UC-63号艇是德意志帝国海军于第一次世界大战期间建造的其中一艘UC-II型近岸布雷潜艇或称U艇。它由不来梅的威悉船厂承建，于1917年1月6日新船下水，至当月30日交付使用。其全长51.85米，水面及水下排水量分别为422吨和504吨，艇载武器则包括三具鱼雷发射管、六具水雷滑射槽以及一门88毫米口径甲板炮。UC-63号入役后曾被部署至驻比利时的佛兰德区舰队，并参与了大西洋潜艇战。通过其九次巡逻，共直接或间接击沉36艘协约国或中立国舰船，容积总吨累计为35900吨。1917年11月1日，UC-63号在古德温沙洲遭英国潜艇E52号发射鱼雷击沉，造成艇内26名官兵阵亡，仅1人获救。

## 设计
1915年秋天，由于中立国美国的干预，U艇战几乎陷入停顿，导致德国广泛开展《国际法》所允许的水雷战，从而使布雷潜艇的需求量相应增加。德意志帝国海军潜艇监察局（Inspektion des U-Bootwesens）的开发部门留意到了这一点，遂以UB-II型为基础，按照兼顾布雷效率和生产速度的要求，以41号工程的名义设计了UC-II型潜艇。为了弥补前型UC-I型的缺陷，UC-II型艇不仅更大，而且采用双轴推进系统。然而，与前型最主要的区别在于，UC-II型艇重新运用了双壳体结构。但它并非纯粹的双体潜艇，而是一种中间过渡型；因为外层没有封闭耐压壳体，而是作为鞍形水柜附在上方。
UC-63号是64艘UC-II型方案的其中一艘。这个亚型的艇体结构与UB-II型类似，但体积更大，全长为51.85米，并有3.67米的吃水深度；由于不再考虑铁路运输的装载限界，舷宽也得以增至5.22米。其水上和水下排水量分别为422吨和504吨。艇只采用两台猛狮六缸四冲程600匹公制馬力（440千瓦特）柴油机用于水面运行，以及两台620匹公制馬力（460千瓦特）的西门子-舒克特电动发电机用于水下航行；水面最高航速11.9節（22.0每小時），水下7.2節（13.3每小時）；能够在水面以7節（13每小時）航速续航8,000海里（15,000），或以4節（7.4每小時）连续在水下航行59海里（109）而无需充电。其潜没需时约为30秒，能够在50米的深度下运作。
作为布雷潜艇，UC-63号改将六具布雷滑射槽安装在艇体前部，每具储存井内的水雷数量增至3枚，即合共18枚UC200型水雷。布雷时只需将存储井底部的盖板打开，水雷便可凭借自身重量滑入水中。随着滑射槽长度增加，艇体艏楼的上层建筑被抬高，上层建筑与司令塔之间的凹陷处布置了一门88毫米30倍径速射炮作为甲板炮。但由于位置相对较低，火炮甲板在恶劣海况下很容易被涌浪淹没。此外，UC-63号还装备有三具500毫米鱼雷发射管，这极大提升了潜艇的攻击能力。其中艇艏两具外置在两侧、艇艉一具则为内置式，并可搭载合共7枚G6型鱼雷。其标准船员编制为3名军官及23名水兵。

## 历史
1916年1月12日，在海军元帅阿尔弗雷德·冯·提尔皮茨的倡议下，国家海军办公室分别向五家德国造船厂发包第三批次的UC-II型潜艇。UC-63号因此成为不来梅威悉船厂承建的该批次三号艇，建造编号为261。它于1916年4月3日动工、1917年1月6日新船下水，至当月30日在曾执掌UB-6号的艇长、海军中尉卡斯滕·冯·海德布雷克的指挥下交付使用，随即展开海试。完成海试后，该艇于1917年4月27日被编入驻泽布吕赫的佛兰德区舰队，成为海军佛兰德集团军的一份子。
在六个多月的佛兰德役期中，UC-63号参与了大西洋潜艇战，主要是在北海打击英国拖网渔船。该艇在这项作战中取得广泛的成功，曾于1917年6月的一天内击沉7艘、击伤2艘商船。同年8月，它又与两艘隶属英国皇家海军的伪装Q船纳尔逊号（本名）和阿尔弗雷德男孩号（本名）交火。两艘船都被击沉，而阿尔弗雷德男孩号的船员被潜艇救起，之后便下落不明。英国方面怀疑他们是遭U艇指挥官海德布雷克处决了——可能是在U艇下潜时被遗弃。当时德国政府已明确表示，任何反击U艇的商船船员都会被视为自由射手，因此有可能被处死。
1917年11月1日凌晨，UC-63号在多佛尔海峡的古德温沙洲（51°23′N 02°00′E / 51.383°N 2.000°E）遭英国潜艇E52号发射鱼雷击沉，造成艇内26名官兵阵亡，仅1人获救。在沉没之前，通过九次布雷及破交战巡逻，UC-63号合共击沉协约国或中立国的33艘商船和3艘辅助军舰，容积总吨累计为35900吨。

## 袭击历史摘要
| 日期           | 船名             | 船籍         | 吨位 | 结局 |
| -------------- | ---------------- | ------------ | ---- | ---- |
| 1917年4月26日  | 阿姆斯特戴克号   | 荷蘭         | 186  | 击沉 |
| 1917年5月10日  | 格鲁诺号         | 荷蘭         | 171  | 击沉 |
| 1917年6月27日  | 朗本顿号         | 英国         | 924  | 击沉 |
| 1917年6月28日  | 军舰鸟号         | 英国         | 20   | 击沉 |
| 1917年6月28日  | 埃尔希号         | 英国         | 20   | 击沉 |
| 1917年6月28日  | 弗朗西丝号       | 英国         | 20   | 击沉 |
| 1917年6月28日  | 格莱内尔格号     | 英国         | 32   | 击沉 |
| 1917年6月28日  | 先驱号           | 英国         | 39   | 击沉 |
| 1917年6月28日  | 六月玫瑰号       | 英国         | 20   | 击沉 |
| 1917年6月28日  | 威廉与贝琪号     | 英国         | 21   | 击沉 |
| 1917年6月28日  | 弗兰克号         | 英国         | 21   | 击伤 |
| 1917年6月28日  | 勤奋号           | 英国         | 20   | 击伤 |
| 1917年6月30日  | 马克斯达尔号     | 丹麦         | 1640 | 击沉 |
| 1917年7月1日   | 促进号           | 英国         | 44   | 击沉 |
| 1917年7月1日   | 闪烁号           | 英国         | 54   | 击沉 |
| 1917年7月1日   | 光辉号           | 英国         | 57   | 击沉 |
| 1917年7月1日   | 皇后号           | 英国         | 2914 | 击沉 |
| 1917年8月2日   | 年轻的伯特号     | 英国         | 59   | 击沉 |
| 1917年8月6日   | 阿尔弗雷德号     | 法國         | 107  | 击沉 |
| 1917年8月6日   | 旗帜号           | 挪威         | 1119 | 击沉 |
| 1917年8月6日   | 扎莫拉号         | 英国         | 3639 | 击伤 |
| 1917年8月7日   | 欧内斯塔号       | 義大利王國   | 2674 | 击沉 |
| 1917年8月8日   | 玛利亚守护我们号 | 法國         | 46   | 击沉 |
| 1917年8月14日  | 泰晤士号         | 英国         | 403  | 击沉 |
| 1917年8月14日  | 科斯坦扎号       | 義大利王國   | 2545 | 击沉 |
| 1917年8月14日  | 月亮号           | 挪威         | 959  | 击伤 |
| 1917年8月15日  | 埃塞尔与米莉号   | 英國皇家海軍 | 58   | 击沉 |
| 1917年8月15日  | G & E号          | 英國皇家海軍 | 61   | 击沉 |
| 1917年8月15日  | 爱丽丝号         | 英国         | 25   | 击沉 |
| 1917年9月22日  | 意大利号         | 法國         | 627  | 击沉 |
| 1917年9月24日  | 毅力号           | 法國         | 2873 | 击沉 |
| 1917年9月24日  | 欧洲号           | 法國         | 2839 | 击沉 |
| 1917年9月25日  | 迪诺拉号         | 法國         | 4208 | 击沉 |
| 1917年9月25日  | 詹姆斯·塞卡尔号  | 英國皇家海軍 | 255  | 击沉 |
| 1917年10月24日 | 乌尔夫斯堡号     | 丹麦         | 2040 | 击沉 |
| 1917年10月28日 | 加里奥赫男爵号   | 英国         | 1831 | 击沉 |
| 1917年10月29日 | 马恩号           | 法國         | 979  | 击沉 |
| 1917年11月4日  | 天琴号           | 挪威         | 1141 | 击沉 |
| 1917年11月25日 | 金焰旗号         | 英国         | 3764 | 击沉 |
| 1917年12月4日  | 布丽吉塔号       | 英国         | 2084 | 击沉 |

## 脚注
1. 1 2 3  Helgason, Guðmundur. . German and Austrian U-boats of World War I - Kaiserliche Marine - Uboat.net.   [2009-02-23].
2. ↑  Tarrant，第173頁.
3. 1 2 3  Gröner 1991，第31-32頁.
4. 1 2  Helgason, Guðmundur. . German and Austrian U-boats of World War I - Kaiserliche Marine - Uboat.net.   [2015-03-03].
5. ↑  陈进，第48頁.
6. ↑  . Navypedia.   [2022-09-16]. （原始内容存档于2023-01-20）.
7. ↑  陈进，第46頁.
8. ↑  Herzog，第139頁.
9. 1 2 3  Helgason, Guðmundur. . German and Austrian U-boats of World War I - Kaiserliche Marine - Uboat.net.   [2015-03-03].
10. ↑  Helgason, Guðmundur. . German and Austrian U-boats of World War I - Kaiserliche Marine - Uboat.net.   [2022-11-22].
11. ↑  Helgason, Guðmundur. . German and Austrian U-boats of World War I - Kaiserliche Marine - Uboat.net.   [2022-11-22].
12. ↑  Ritchie，第125頁.
13. ↑  Ritchie，第159頁.